# Joachim Zahn
Joachim Zahn (* 24. Januar 1914 in Barmen, heute zu Wuppertal gehörig; † 8. Oktober 2002 nahe München) war ein deutscher Industriejurist. Von 1971 bis 1979 war er Vorstandsvorsitzender der Daimler-Benz AG.

## Leben
Joachim Zahn war der jüngste von vier Söhnen von Käthe Zahn, geborene von Cossel, und des Wuppertaler Anwaltes Hans Zahn. Weitere Brüder waren Johannes Zahn, Michael Zahn und Eberhard Zahn. Er studierte Rechtswissenschaft in Tübingen, wo er 1932 Mitglied des Corps Rhenania wurde. Später wechselte er nach Köln und Königsberg. In Köln wurde er 1937 mit dem Thema Grenzen der Kreditsicherung durch Sicherungsübereignung zum Dr. jur. promoviert. 1940 folgte das Große Staatsexamen und der Staatsdienst. Im Zweiten Weltkrieg wurde er als Offizier in Russland und Italien eingesetzt. Seine Karriere in der Wirtschaft begann 1947 bei der Deutschen Treuhand-Gesellschaft, zum Schluss 1954 bis 1955 als Vorstandsmitglied. Von 1955 bis 1958 war er im Vorstand der Aschaffenburger Zellstoffwerke für Finanzen zuständig.
Im Jahr 1958 ging Zahn als Finanzchef zur Daimler-Benz AG, wo er bis 1979 Vorstandsmitglied war. Am 1. Oktober 1965 wurde zum Sprecher des Vorstandes ernannt und ab 1971 war er Vorstandsvorsitzender. Er war unter anderem Ehrenmitglied (als Vizepräsident und Schatzmeister) im Präsidium des Bundesverbandes der Deutschen Industrie und wurde mit dem Großen Verdienstkreuz (1969) mit Stern (1978)  der Bundesrepublik Deutschland, mit der Verdienstmedaille des Landes Baden-Württemberg, mit der Bürgermedaille der Stadt Stuttgart, wo er wohnte, sowie 1980 mit dem Großen Goldenen Ehrenzeichen mit dem Stern für Verdienste um die Republik Österreich ausgezeichnet.
Mit seiner Wahl zum Vorstandsvorsitzenden im Jahre 1971 konnte sich Zahn gegen seinen größten damaligen Konkurrenten Hanns Martin Schleyer durchsetzen, der anders als Zahn den Ausbau der Nutzfahrzeugsparte bei Daimler forcieren wollte. In seine Zeit als Vorstandschef fällt die Entscheidung, eigene Vertriebstöchter im Ausland zu gründen, etwa in den USA Mercedes-Benz USA aufzubauen. Der Bau des Mercedes-Benz-Werks Wörth als größtem europäischen Lkw-Werk ab 1963 fällt ebenso in seine Amtsperiode. Berühmt wurde Joachim Zahn auch für die Rücklage von hohen Finanzreserven, von denen Daimler-Benz noch viele Jahre später zehren konnte. Der ehemalige Generaldirektor blieb dem Unternehmen als Berater von Jürgen Schrempp bis zu seinem Tode verbunden. Er hatte zudem zahlreiche Aufsichtsratsmandate, zum Teil als Vorsitzender.
Im Jahr 1973 verlieh ihm die Landesregierung Baden-Württemberg den Professoren-Titel.
Zahn war evangelisch und Schwiegervater des früheren Vorstandsvorsitzenden der Mannesmann AG Klaus Esser.
Er war Mitglied der Trilateralen Kommission.